# Comté de Tipton (Indiana)
Pour les articles homonymes, voir Comté de Tipton.
Le comté de Tipton (anglais : Tipton County) est un comté de l'État de l'Indiana, aux États-Unis. Il comptait 16 577 habitants en 2000. Son siège est Tipton.